# Аврам Јанку (Ботошани)
Аврам Јанку (рум. Avram Iancu) насеље је у Румунији у округу Ботошани у општини Коцушка. Oпштина се налази на надморској висини од 150 m.

## Становништво
Према подацима из 2002. године у насељу је живело 90 становника, од којих су сви румунске националности.